# James Kilfedder
James Alexander Kilfedder ou Jim Kilfedder, né le 16 juillet 1928 à Kinlough et mort le 20 mars 1995 à Londres, est un homme politique unioniste nord-irlandais. Il est le dernier unioniste à avoir représenté Belfast West à la Chambre des Communes. 

## Biographie
Jim Kilfedder naît à Kinlough, un village situé au nord du Comté de Leitrim, en État libre d'Irlande. Sa famille déménage à Enniskillen, voisin au Comté de Fermanagh en Irlande du Nord, où Jim est élevé. Kilfedder étudie à l'École royale de Portora ainsi qu'au Trinity College de Dublin. Tandis qu'il étudie au Trinity College de Dublin, Kilfedder est auditeur du College Historical Society, l'une des plus anciennes associations de débats de licence. Il devient avocat, appelé au Barreau irlandais de King's Inns, à Dublin, en 1952, ainsi qu'au Barreau anglais de Gray's Inn en 1958. Il pratique le droit à Londres.

## Carrière politique
Lors des élections générales britanniques de 1964, Kilfedder est élu député du Parti unioniste d'Ulster pour Belfast West. Pendant la campagne, des émeutes éclatent dans Divis Street, lorsque la Police royale de l'Ulster retire un drapeau irlandais des bureaux du Sinn Féin de Billy McMillen. Kilfedder porte plainte en envoyant un télégramme au Ministre de l'Intérieur, Brian McConnell. Voici ce qui est inscrit sur le télégramme : "Retirer le drapeau tricolore dans Divis Street vise à provoquer et insulter les loyalistes de Belfast". Kilfedder perd son siège lors des élections générales britanniques de 1966 face à Gerry Fitt. Il est de nouveau élu pour la circonscription de North Down lors des élections générales britanniques de 1970, et conserve ce siège jusqu'à son décès en 1995.
Kilfedder est élu pour la circonscription de North Down lors des élections législatives nord-irlandaises de 1973, signant l'engagement de Brian Faulkner afin de soutenir le Livre Blanc ayant finalement établi l'Accord de Sunningdale mais étant devenu un anti-Livre Blanc unioniste suite aux élections. En 1975, il se présente pour la même circonscription lors des élections de la Convention constitutionnelle d'Irlande du Nord, obtenant plus de trois quotas en tant que membre du Parti unioniste d'Ulster du Conseil unioniste uni de l'Ulster bien qu'il refuse de signer la promesse de conduite du Conseil unioniste uni de l'Ulster.
En 1977, il quitte le Parti unioniste de l'Ulster, s'opposant à la politique du parti tendant à l'intégrationnisme, préferrant prôner la restauration du Parlement d'Irlande du Nord. Pendant quelque temps, il se qualifie de "Unioniste indépendant d'Ulster". Il dispute les élections européennes de 1979 sous cette étiquette, finissant quatrième dans le compte et remportant trois sièges, dépassant le chef du Parti unioniste d'Ulster Harry West sur transferts.  
En 1980, il forme le Parti unioniste populaire d'Ulster et est réélu sous cette étiquette lors de toutes les prochaines élections. Il bat de nouveau le scrutin lors des élections législatives nord-irlandaises de 1982 et est élu Président de l'Assemblée (jusqu'en 1986). Il prend généralement le whip conservateur à Westminster. Bien que Président de l'Assemblée, il gagne un plus gros salaire que le Premier ministre. 

## Décès et héritage
Le 20 mars 1995, alors qu'il voyage en train vers Londres depuis l'Aéroport de Londres-Gatwick, Jim Kilfedder meurt d'une crise cardiaque. Sa mort survient le même jour où le Belfast Telegraph affiche une histoire à la une déclarant qu'un député de l'Ulster a été ciblé comme l'un des vingt députés invités par l'association luttant pour les droits des personnes LGBT OutRage! dans une lettre, afin de dévoiler leur homosexualité. 
Il meurt non marié, ayant survécu à deux sœurs. Kilfedder est décrit comme
« un phénomène ou peut-être un vestige d'une époque lointaine de la politique nord-irlandaise lorsque l'Ulster était représenté par certaines personnalités tel que Robert Grosvenor, Robin Chichester-Clark, Stratton Mills, et Rafton Pounder. »
Kilfedder est décrit par le Membre de l'Assemblée législative et membre du Parti unioniste démocrate Peter Weir comme "le meilleur député de North Down que nous n'avions jamais eu".
Le Parti unioniste populaire d'Ulster ne l'enterre pas, et les élections partielles de North Down de 1995 sont remportées par Robert McCartney, candidat du Parti unioniste britannique. McCartney dispute le siège lors des élections générales britanniques de 1987 en tant que "Réel unioniste", avec le soutien de la Campagne pour l'égalité des citoyens. Lors du compte des élections de 1987, dans son discours de victoire, Kilfedder "attaque ses sympathisants rivaux comme 'un groupe hétéroclite de personnes qui font honte au nom de droits civiques' Il déclare qu'ils incluent les communistes, les paramilitaires protestants ainsi que les défenseurs des droits des personnes LGBT et il promet d'en exposer davantage à l'avenir".  McCartney perd North Down face à Sylvia Hermon du Parti unioniste d'Ulster, en 2001. Les documents personnels et politiques de Kilfedder (y compris les affaires de circonscription) se tiennent au Bureau des archives publiques d'Irlande du Nord. 
Kilfedder repose au Cimetière Roselawn, à l'est de Belfast, en Irlande du Nord. 